# Музей современного искусства (Сан-Паулу)
Музей современного искусства в Сан-Паулу (англ. São Paulo Museum of Modern Art, порт. Museu de Arte Moderna de São Paulo, сокр. MAM, MAM/SP) — музей в Сан-Паулу, посвящённый современному искусству.
Является одним из наиболее важных культурных учреждений Бразилии. Некоммерческая организация, цель которой — сохранение и расширение своего художественного наследия,  распространение современного искусства, а также организация выставок и культурно-просветительских мероприятий.

## История и деятельность
Музей расположен на территории парка Ибирапуэра, в здании, встроенном в архитектурный ансамбль, разработанный Оскаром Нимейером в 1954 году и перестроенный впоследствии Линой Бо Барди для размещения в нём музея. 

Франсиско Матараццо и Иоланда Пентедо

Музей был основан Франсиско Матараццо Собриньо, известного как Чичилло Матараццо (Ciccillo Matarazzo) в 1948 году и его женой — бразильской аристократкой Иоландой Пентедо, вдохновленных Нью-йоркским музеем современного искусства, одновременно с появлением Музея современного искусства в Рио-де-Жанейро. На протяжении всей своей истории музей Сан-Паулу был известен своими культурными программами и важными инициативами, направленными на распространение современного искусства в бразильском обществе, чему также способствовало создание Биеннале искусства в Сан-Паулу. В первые же годы работы музей собрал значительную коллекцию национальных художников, а также работы зарубежных авторов изобразительного искусства XX века.
Последовавшие конституционные кризисы и финансовые трудности, привели к разрыву основателя музея с советом его директоров. Это привело к некоторым трудностям и последующему за ними преобразованию музея в актив Университета Сан-Паулу, временно став базовой коллекцией Музея современного искусства Университета Сан-Паулу. Затем начался процесс реструктуризации и перекомпоновки коллекции музея, вызванный уходом из него Франсиско Матараццо в 1963 году, и сегодня он существует как самостоятельная художественная организация, сосредоточенная на современном искусстве, оставаясь важным ориентиром в культурной жизни Бразилии.
В настоящее время коллекция Музея современного искусства в Сан-Паулу насчитывает более 5000 экземпляров, большинство из которых созданы бразильскими художниками с 1960-х годов. На его территории находится Сад скульптур, спроектированный Роберту Бурле Марксом, площадь которого составляет 6000 м², где выставлены работы из музейного собрания под открытым небом. Он имеет одну из крупнейших специализированных библиотек по искусству в Сан-Паулу с более чем 60 000 томов, а также собственный издательский центр, отвечающий за выпуск музейного каталога и ежеквартальный журнал «Moderno». С 1969 года, раз в два года, проводится выставка «Panorama da Arte Atual Brasileira» — традиционный национальный фестиваль и важный инструмент для расширения коллекции.

## Коллекция
Основа коллекции музея заложена произведениями из личной коллекции Франсиско Матараццо и Иоланда Пентедо. В настоящее время в числе работ Музей современного искусства в Сан-Паулу находятся работы Аниты Малфатти, Альдо Бонадея, Альфредо Вольпи, Ди Кавальканти, Фелиппе Мораеса, Хосе Антонио да Силвы, Жоана Миро, Марка Шагала, Марио Занини, Пабло Пикассо, Рауля Дюфи и других художников.
Первая выставка музея, названная «Do figurativismo ao abstracionismo» («От фигуративизма к абстракционизму»), вызвала и углубила дискуссию, о противостоянии фигуративного искусства, которое считалось ретроградным, и абстрактного искусства, считавшегося новационным. Организованная в то время директором музея бельгийским искусствоведом Леоном Деганом, выставка собрала 95 работ, в основном европейских художников. На ней были представлены такие имена, как Жан Арп, Александр Колдер, Вальдемар Кордейро, Робер Делоне, Василий Кандинский, Фрэнсис Пикабиа и Вазарели, ВиктоВиктор Вазарели — все абстракционисты.

Некоторые работы из коллекции музея
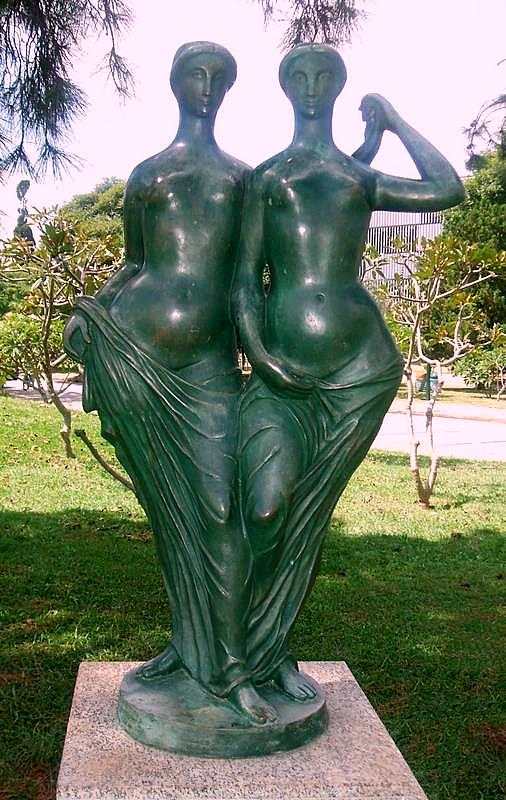
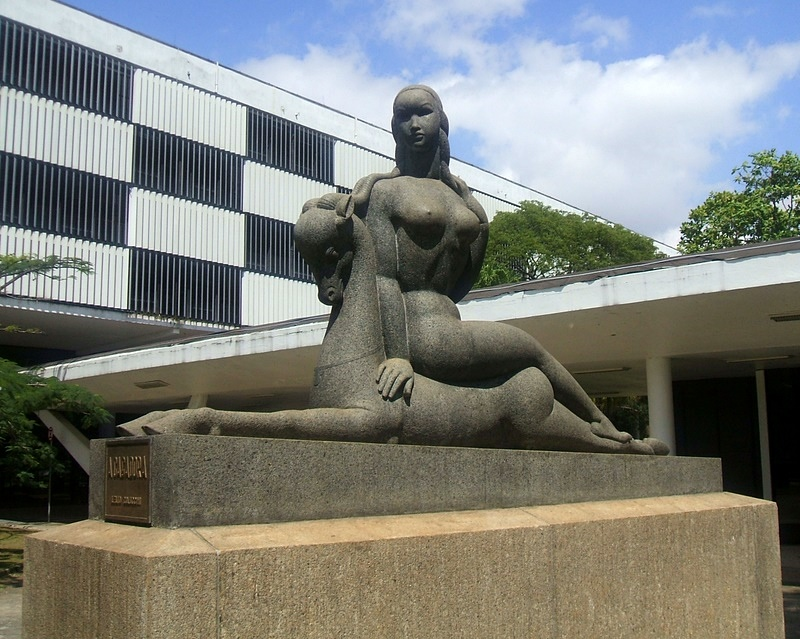
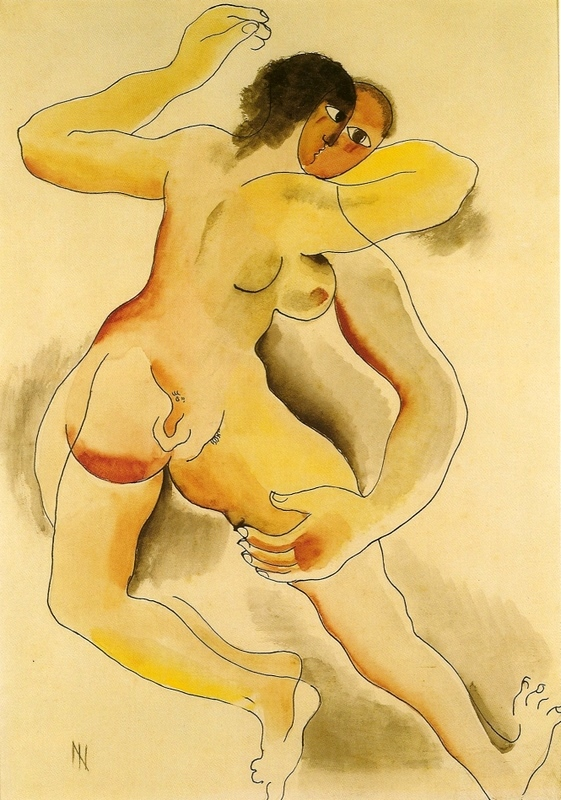
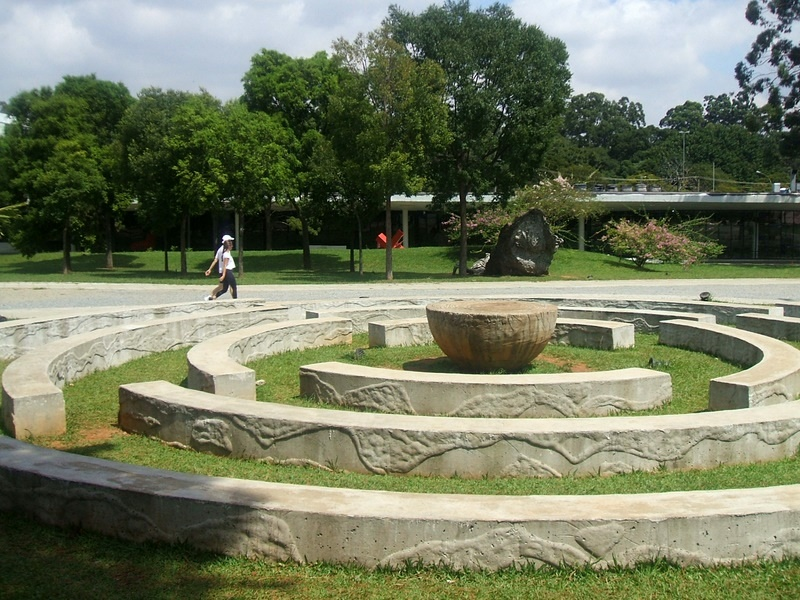
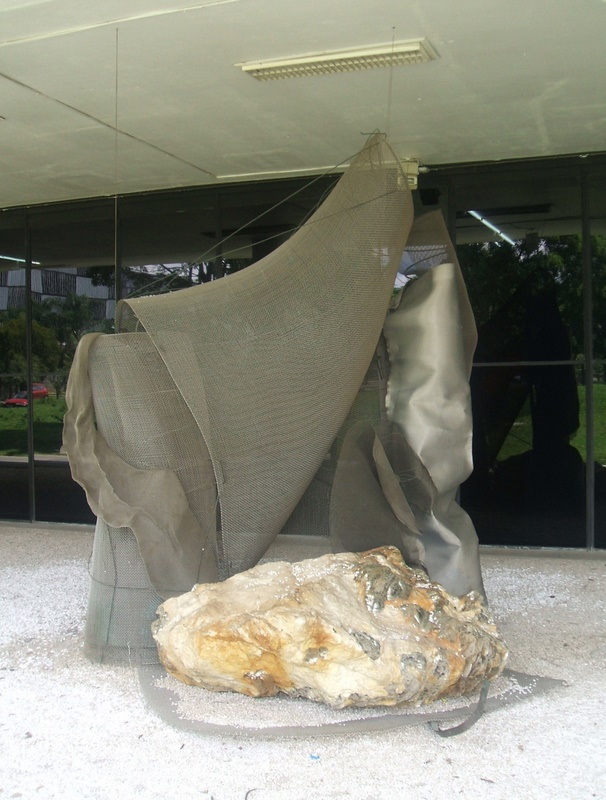